# William Kimmel

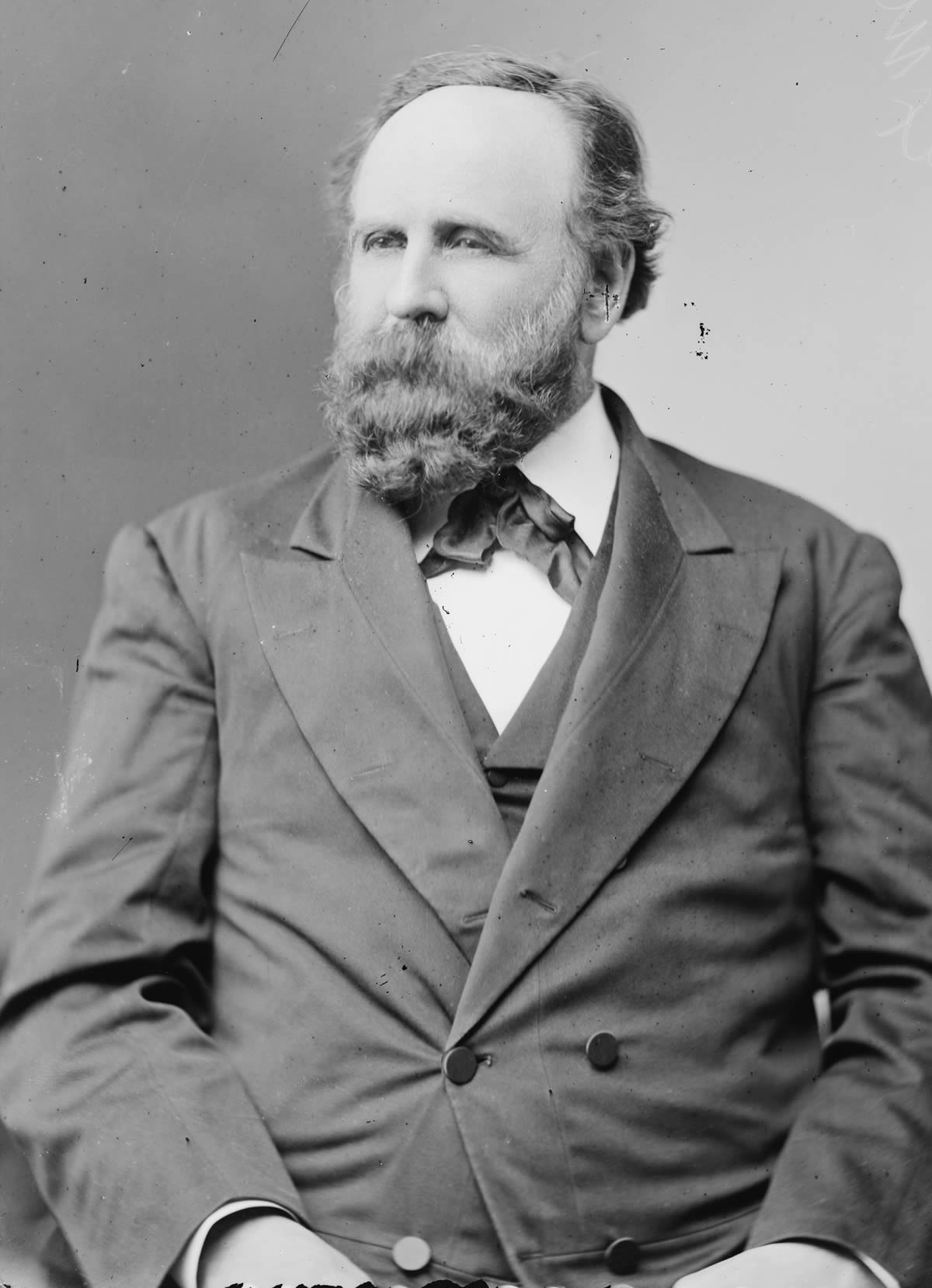
William Kimmel

William Kimmel (* 15. August 1812 in Baltimore, Maryland; † 28. Dezember 1886 ebenda) war ein US-amerikanischer Politiker. Zwischen 1877 und 1881 vertrat er den Bundesstaat  Maryland im US-Repräsentantenhaus.

## Werdegang
William Kimmel besuchte die öffentlichen Schulen seiner Heimat. Nach einem anschließenden Jurastudium und seiner Zulassung als Rechtsanwalt begann er in Baltimore in diesem Beruf zu arbeiten. Außerdem wurde er in der Landwirtschaft tätig. Gleichzeitig stieg er in das Eisenbahngeschäft ein. Dabei wurde er regionaler Direktor der Baltimore and Ohio Railroad und der Union Railroad Co. Gleichzeitig schlug er als Mitglied der Demokratischen Partei eine politische Laufbahn ein. Zwischen 1862 und 1866 gehörte er dem Staatsvorstand seiner Partei an. Im August 1864 war Kimmel Delegierter zur Democratic National Convention in Chicago. Im selben Jahr kandidierte er noch erfolglos für das US-Repräsentantenhaus. Von 1866 bis 1871 gehörte Kimmel dem Senat von Maryland an. Danach war er bis 1873 einer der Direktoren der Firma Canton Co.
Bei den Kongresswahlen des Jahres 1876 wurde Kimmel im dritten Wahlbezirk von Maryland in das US-Repräsentantenhaus in Washington, D.C. gewählt, wo er am 4. März 1877 die Nachfolge von William J. O’Brien antrat. Nach einer Wiederwahl konnte er bis zum 3. März 1881 zwei Legislaturperioden im Kongress absolvieren. Nach dem Ende seiner Zeit im US-Repräsentantenhaus praktizierte Kimmel wieder als Anwalt. Er starb am 28. Dezember 1886 in seiner Heimatstadt Baltimore, wo er auch beigesetzt wurde.